# Långsjön (Ovansjö socken, Gästrikland)
Långsjön är en sjö i Sandvikens kommun i Gästrikland och ingår i Gavleåns huvudavrinningsområde. Sjön är 5,4 meter djup, har en yta på 0,0681 kvadratkilometer och befinner sig 239,2 meter över havet. Långsjön ligger i Långsjön Natura 2000-område.

## Delavrinningsområde
Långsjön ingår i det delavrinningsområde (673533-153397) som SMHI kallar för Utloppet av Långsjön. Medelhöjden är 247 meter över havet och ytan är 0,61 kvadratkilometer. Det finns inga avrinningsområden uppströms utan avrinningsområdet är högsta punkten. Vattendraget som avvattnar avrinningsområdet har biflödesordning 3, vilket innebär att vattnet flödar genom totalt 3 vattendrag innan det når havet efter 80 kilometer. Avrinningsområdet består mestadels av skog (95 procent). Avrinningsområdet har 0,16 kvadratkilometer vattenytor vilket ger det en sjöprocent på 3,1 procent.